# Zapotèque d'Asunción Mixtepec
Ne doit pas être confondu avec Zapotèque de Mixtepec ou Zapotèque de San Agustín Mixtepec.
Le zapotèque d'Asunción Mixtepec (ou zapotèque de Zimatlan du Nord central) est une variété de la langue zapotèque parlée dans l'État de Oaxaca, au Mexique.

## Localisation géographique
Le zapotèque d'Asunción Mixtepec est parlé au sud-est d'Oaxaca de Juárez, la ville d'Asunción Mixtepec et une autre ville, dans le centre de l'État de Oaxaca, au Mexique,.

## Intelligibilité avec les variétés du zapotèque
Les locuteurs du zapotèque d'Asunción Mixtepec ont une intelligibilité de 22 % du zapotèque d'Ayoquesco (le plus similaire) et de 3 % du zapotèque d'El Alto.